# Glauconycteris
Glauconycteris é um gênero de morcegos da família Vespertilionidae.

## Espécies
- Glauconycteris alboguttata (J. A. Allen, 1917)
- Glauconycteris argentata (Dobson, 1875)
- Glauconycteris beatrix (Thomas, 1901)
- Glauconycteris curryae Eger e Schlitter, 2001
- Glauconycteris egeria Thomas, 1913
- Glauconycteris gleni Peterson e Smith, 1973
- Glauconycteris humeralis J. A. Allen, 1917
- Glauconycteris kenyacola (Peterson, 1982)
- Glauconycteris machadoi Hayman, 1963
- Glauconycteris poensis (Gray, 1842)
- Glauconycteris superba (Hayman, 1939)
- Glauconycteris variegata (Tomes, 1861)